# Castelpetroso
Castelpetroso ist eine italienische Gemeinde (comune) mit 1516 Einwohnern (Stand 31. Dezember 2023) in der Provinz Isernia in der Region Molise. Die Gemeinde liegt etwa 10,5 Kilometer ostsüdöstlich von Isernia.

## Verkehr
Durch die Gemeinde führt die Strada Statale 17 dell’Appennino Abruzzese e Appulo Sannitica von Antrodoco nach Foggia.

## Wallfahrtskirche

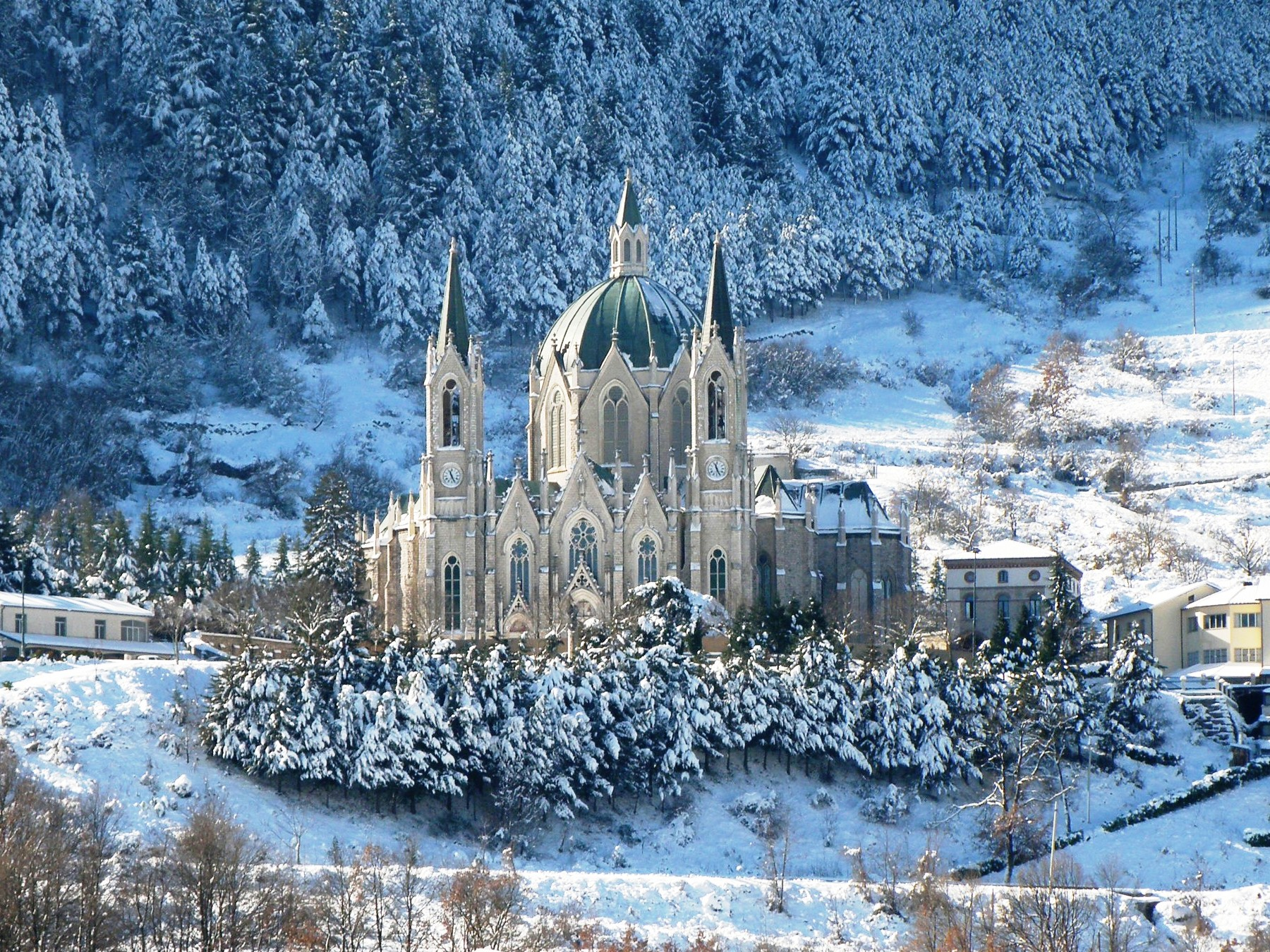
Santuario della Madonna Addolorata in Castelpetroso

Bei Castelpetroso (Cesa tra Santi) befindet sich die Wallfahrtskirche Santuario dell’Addolorata di Castelpetroso. Im Jahr 1888 soll an diesem Ort den beiden Frauen Fabiana Cicchino und Serafina Valentino zwei Mal die Heilige Maria als kniende Mater Dolorosa erschienen sein, mit einem von sieben Schwertern durchstoßenem Herz und ihrem toten Sohn Jesus Christus vor sich. Der Bischof von Boiano konnte die Marienerscheinung kurz darauf persönlich bestätigen. In der Folge wurde der Ort Ziel von Wallfahrten. Der Chefredakteur der Zeitschrift Il Servo di Maria Carlo Acquaderni brachte seinen schwer kranken Sohn Augusto zu diesem Ort; der Sohn wurde kurz darauf geheilt. Acquaderni regte daraufhin den Bau der Wallfahrtskirche an, der durch Spendengelder finanziert wurde. Entworfen wurde die Kirche von dem Ingenieur Francesco Gualandi aus Bologna im neogotischen Stil. Markant ist die sternförmige Zusammensetzung aus sieben Kapellen mit einer 54 Meter hohen Kuppel in der Mitte. Die Grundsteinlegung erfolgte am 28. September 1890, die Weihung und Eröffnung jedoch erst am 21. September 1975 durch den Erzbischof von Campobasso.
Am 6. Dezember 1973 proklamierte Papst Paul VI. Maria Santissima Addolorata di Castelpetroso zur Schutzpatronin der Region Molise. Am 19. März 1995 besuchte Papst Johannes Paul II. die Wallfahrtskirche, am 5. Juli 2014 auch Papst Franziskus, nachdem er sie 2013 zu Basilica minor erhoben hatte.